# عوارض جانبی (فیلم ۲۰۱۳)
عوارض جانبی (به انگلیسی: Side Effects) یک فیلم تریلر روانشناسانه آمریکایی به کارگردانی استیون سودربرگ است که در ۸ فوریه ۲۰۱۳ منتشر شد. در این فیلم بازیگرانی همچون جود لا، رونی مارا، کاترین زیتا جونز و چنینگ تیتوم ایفای نقش می‌کنند.

## خلاصه داستان
شوهر امیلی، مارتین، به‌تازگی یک دوران زندان چهار ساله را پشت سر گذاشته و به خانه برگشته است، اما امیلی هنوز درگیر افسردگی مزمنی است که رهایش نمی‌کند. روزی او با اتومبیل شخصی‌اش اقدام به خودکشی می‌کند اما از این سانحه جان سالم به در می‌برد. جان که یک روان‌پزشک است برای بررسی وضعیت روحی او با ویکتوریا که پزشک سابق او بود مشورت می‌کند تا قرص‌های مناسب‌تری برای او تجویز کند. اما قرص‌های جدید و تازه به بازارآمده آثار مخربی بر روح و روان امیلی می‌گذارند و پیامدهای ناگواری دارند.